# La Thébaïde (Racine)
Pour les articles homonymes, voir Thébaïde.
La Thébaïde ou Les Frères ennemis est une tragédie en cinq actes et en vers de Racine (la première de l'auteur) représentée, sans grand succès, le 20 juin 1664 au Palais-Royal. Elle a pour sujet le combat et la mort des deux jeunes fils d'Œdipe, ainsi que celle de leur sœur Antigone. Ce sujet avait déjà occupé bien des auteurs avant Racine. Ainsi, ce jeune dramaturge encore assez inexpérimenté s'inspire notamment de : l'Antigone de Sophocle, des Phéniciennes d'Euripide, mais surtout de l'Antigone de Rotrou ainsi que de la facture des tragédies de Corneille. Il est également fort probable que pour cette première pièce, Molière, par qui la pièce devait être jouée, ait contribué à sa rédaction[réf. nécessaire].
Étéocle et Polynice, les deux frères ennemis, se battent avec fureur, malgré les supplications de leur mère Jocaste et de leur sœur Antigone, malgré le noble dévouement de leurs deux cousins, Ménécée et Hémon, fils de Créon. Tous ces personnages sans exception sont tués, se tuent ou meurent de douleur au cours de la pièce. Leurs caractères sont encore peu faiblement dessinés : Étéocle et Polynice sont d'une violence monotone, Jocaste lasse par ses déclamations plus qu'elle ne touche, Créon est un traître bien noir et bien cynique. Pourtant les beaux vers ne sont pas rares dans cette pièce, qui fut le coup d'essai, encore hésitant, d'un grand poète.

## Personnages
La scène est à Thèbes, dans une salle du palais royal.
- Étéocle : roi de Thèbes.
- Polynice : frère d'Étéocle.
- Jocaste : mère de ces deux princes et d’Antigone.
- Antigone : sœur d’Étéocle et de Polynice.
- Créon : oncle des princes et de la princesse.
- Hémon : fils de Créon, amant d'Antigone.
- Olympe : confidente de Jocaste.
- Attale : confident de Créon.
- Un soldat de l'armée de Polynice.
- Des gardes.

## Analyse
La critique traditionnelle voyait surtout dans La Thébaïde une œuvre de jeunesse, avec peu de matière pour une interprétation approfondie. Cependant, dans l'ouvrage-clé, Sur Racine de 1963, Roland Barthes aborde la pièce avec l’esprit sérieux qu’il porte aux autres tragédies grecques de Racine, y compris les plus grandes (Phèdre, Iphigénie).
Depuis le travail de Barthes, la critique récente devient nettement plus généreuse, mettant le doigt, par exemple, sur les rapports de pouvoir qui structurent la tragédie, et sur des problèmes de philosophie politique relatifs à la légitimité de l’État moderne.
L'auteur lui-même admit les faiblesses de sa pièce, notamment la mort de presque tous les protagonistes, et l'absence du tragique amoureux au premier plan de l'action. Néanmoins, il fit remarquer que le thème de la Thébaïde, qu'il considérait comme le plus tragique de toute la mythologie, ne se prêtait guère à ce type d'intrigues.

## Mise en scène contemporaine
La Thébaïde ou les frères ennemis est adaptée et mise en scène par Avner Camus Perez et créée au théâtre du Carré Rondelet en 2016 avec la compagnie du Visage (Montpellier - Hérault), avec comme interprètes Jasmine Dziadon (Jocaste et Antigone), Avner Camus Perez (Créon, le chœur classique), Raphael Plutino (Polynice, Etéocle, Hémon, le chœur contemporain) 